# مارثا غونزاليس
مارثا غونزاليس (بالإسبانية: Martha Sulay González)‏ هي ناشِطة كولومبية، ولدت في 1971، وتوفيت في 11 يونيو 2007 بسبب سرطان عنق الرحم.